# Shibata Zeshin
Shibata Zeshin est un nom japonais traditionnel ; le nom de famille (ou le nom d'école), Shibata, précède donc le prénom (ou le nom d'artiste).
Shibata Zeshin (柴田 是真, 15 mars 1807 – 13 juillet 1891) est un peintre et laqueur japonais à la technique innovante de la fin de l'époque d'Edo et du début de l'ère Meiji. Au Japon, il est à la fois perçu comme trop moderne et suiveur du  mouvement d'occidentalisation, mais aussi comme un traditionaliste trop conservateur qui n'a rien fait pour se démarquer de ses contemporains. Malgré cette curieuse réputation dans son pays d'origine, Zeshin a fini par être bien considéré et son œuvre bien étudiée dans le monde de l'art en Occident, en particulier en Angleterre et aux États-Unis.

## Biographie

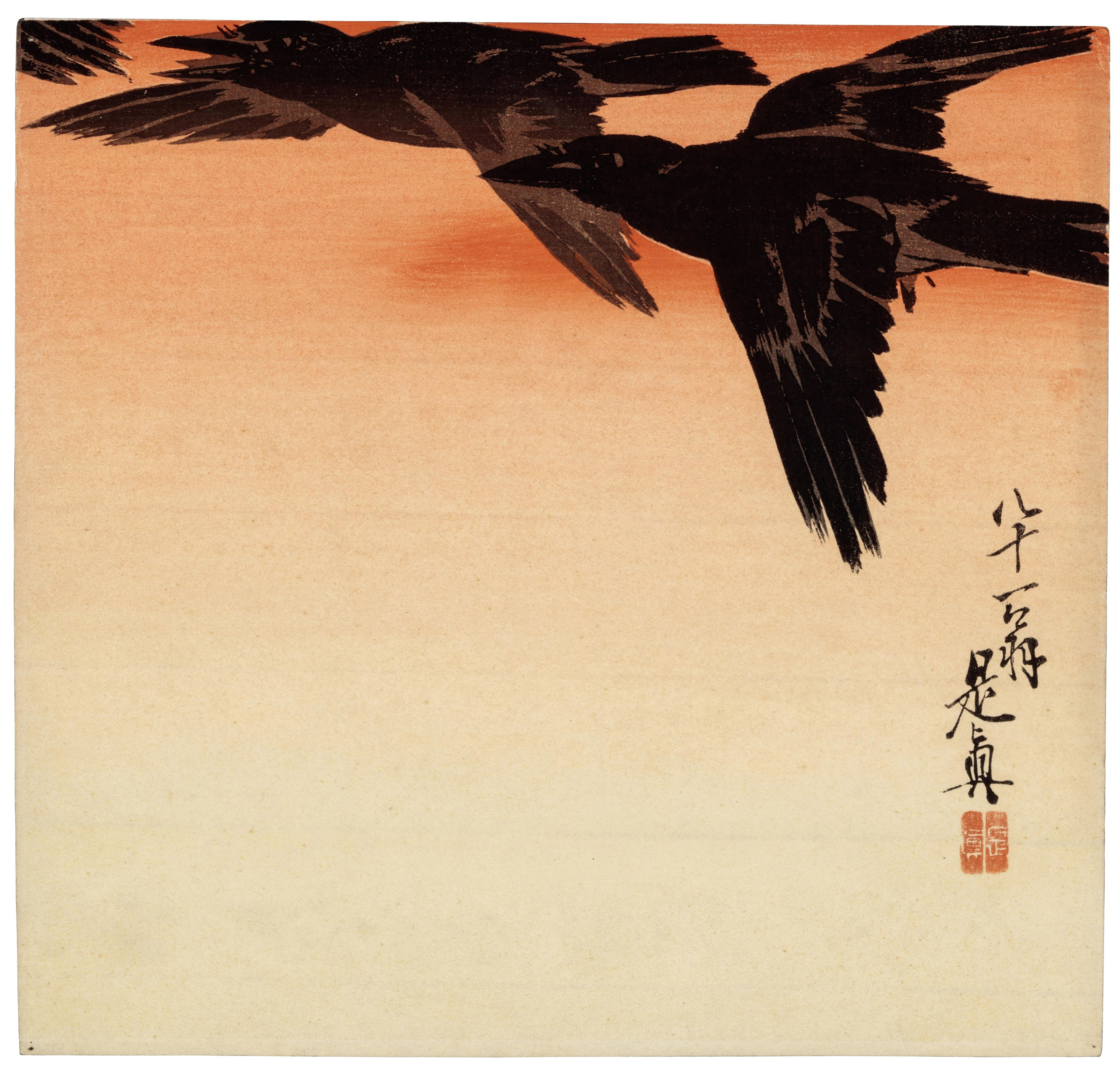
Corbeaux sur ciel rouge à l'aube, ca. 1880

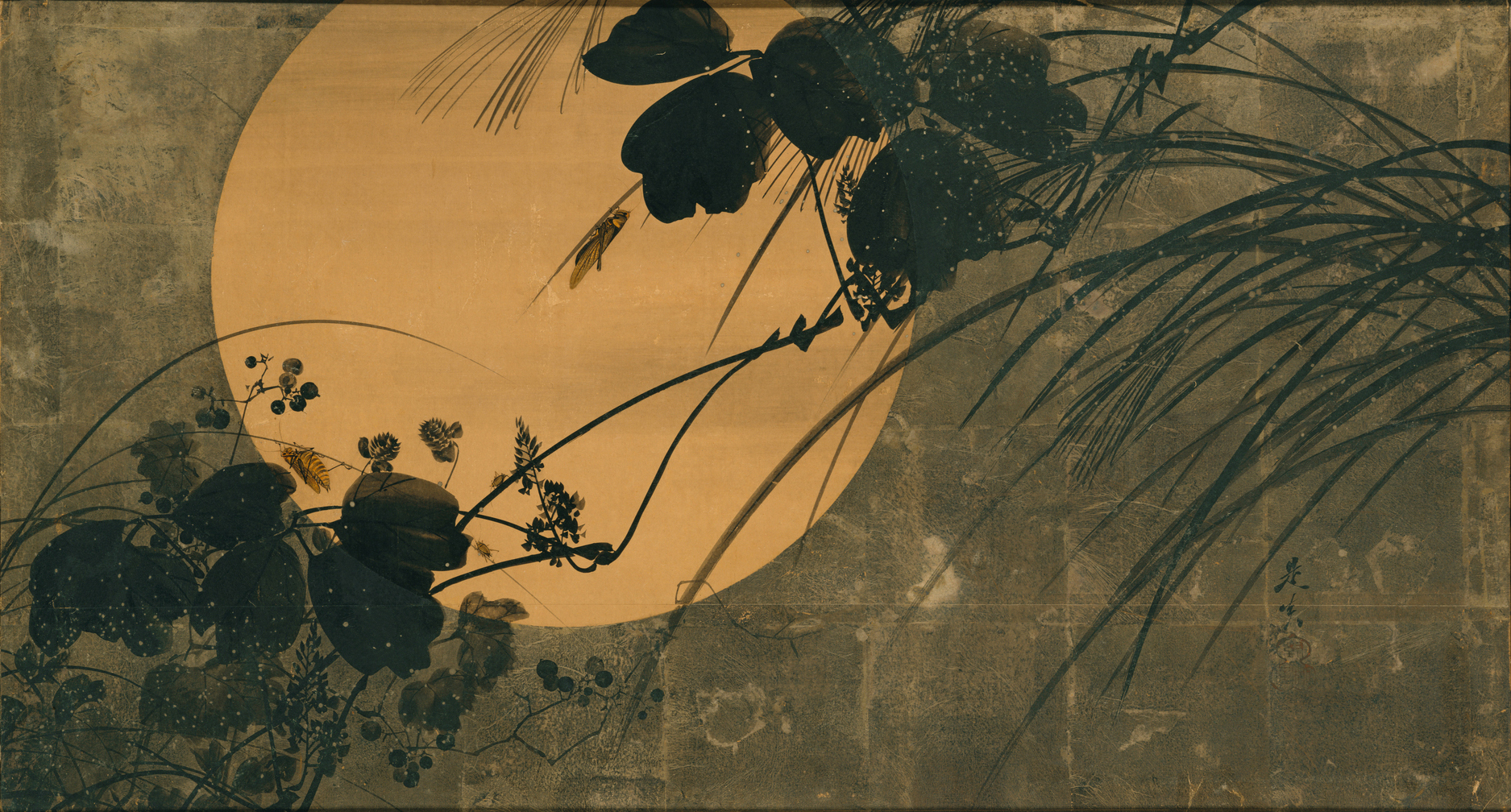
Herbes d'automne au clair de Lune, ca. 1872–91

Zeshin est né à Edo, l'actuelle Tokyo, où il a passé sa jeunesse. Son grand-père, Izumi Chobei, et son père, Ichigoro, sont des charpentiers de sanctuaires (miyadaiku) et sculpteurs sur bois qualifiés. Son père, qui a pris le nom de famille de sa femme (Shibata), est également un peintre ukiyo-e expérimenté puisqu'il a étudié auprès de Katsukawa Shunshō. Ce contexte familial constitue bien sûr une excellente base  pour devenir un artiste et un artisan. À l'âge de onze ans, Kametaro, comme Zeshin est appelé dans son enfance, devient apprenti chez un laqueur nommé Koma Kansai II.
À 13 ans, le jeune homme qui va devenir « Zeshin » abandonne le nom de « Kametaro »  et devient « Junzo ». Koma Kansai décide que son jeune élève doit apprendre à faire des croquis, à peindre et à créer des dessins originaux pour devenir un grand laqueur. Il fait en sorte que le jeune Shibata étudie sous Suzuki Nanrei, un grand peintre de l'école Shijō. Shibata prend alors un autre nom d'artiste, abandonne « Junzo » et signe ses œuvres « Reisai », empruntant le Rei de Suzuki Nanrei, et le sai de Koma Kansai.
C'est pendant cette période auprès de Nanrei que lui est donné le nom de « Zeshin » auquel il reste attaché toute sa vie. Le nom a une signification similaire à « c'est vrai » ou « la vérité », en référence à un vieux conte chinois d'un roi qui a tenu une audience avec un grand nombre de peintres. Alors que presque tous les peintres présentent au roi le respect voulu en s'inclinant devant lui et en se comportant de façon appropriée, l'un arrivé à moitié nu, ne se courbe pas et s'assied sur le sol en léchant son pinceau; le roi s'exclame : « Voilà un véritable artiste! ». Telle est l'origine du nom « Zeshin ».
Zeshin apprend non seulement les bases de la peinture et du dessin, mais aussi l'art de la cérémonie du thé, du haiku et de la poésie waka, l'histoire, la littérature et la philosophie. Cela constitue le fondement de sa formation non seulement dans les techniques des arts traditionnels, mais aussi, et peut-être de façon plus important encore, l'esthétique et la philosophie de l'art traditionnel japonais. Beaucoup de ses œuvres de la période de ses études avec Nanrei sont des peintures d'éventail. Utagawa Kuniyoshi, le grand artiste ukiyo-e, est impressionné par ces peintures d'éventail. Il aborde le jeune peintre et commence une amitié qui va durer pendant de nombreuses années.

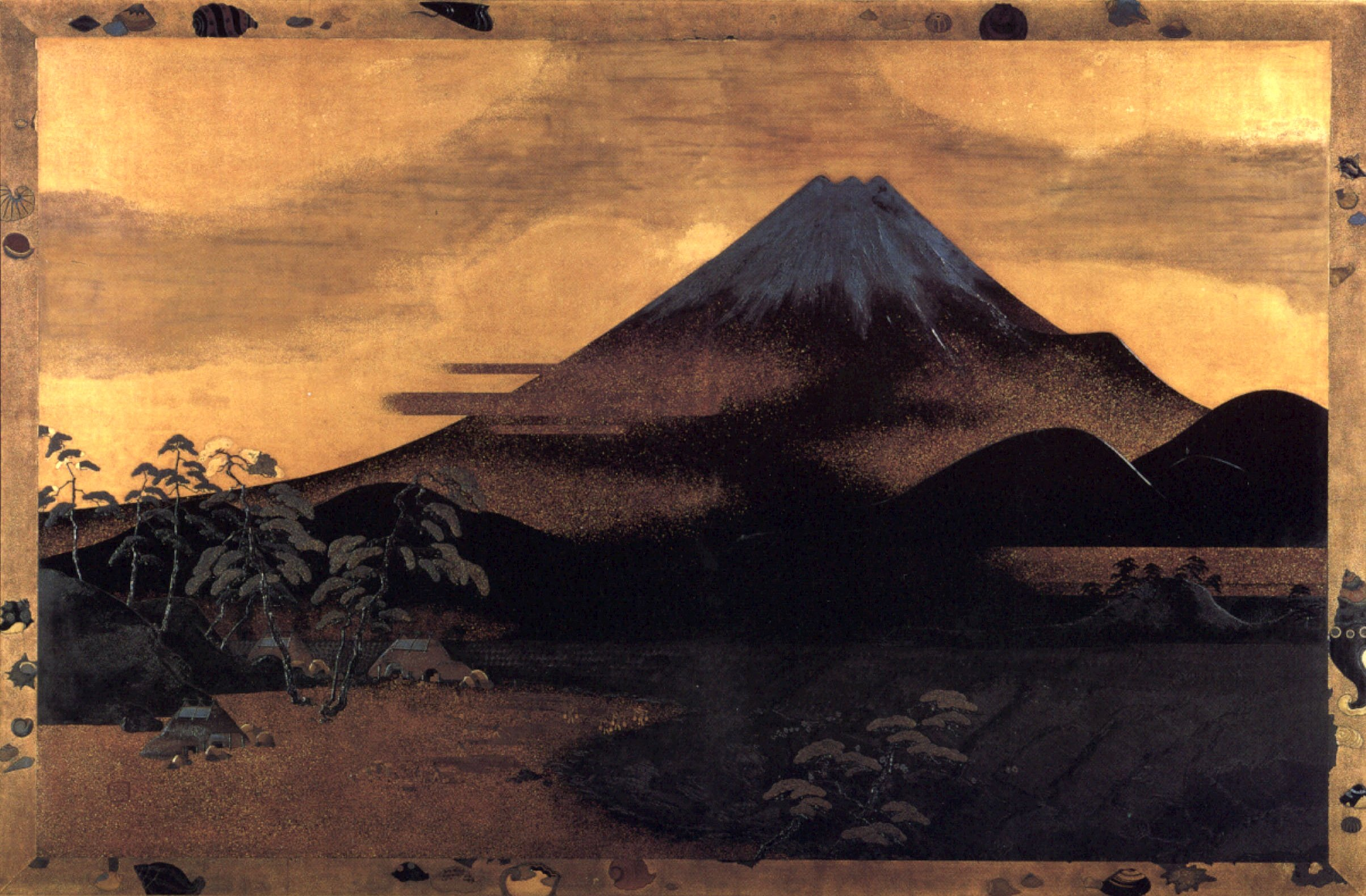
Le mont Fuji.

Plus tard, Zeshin étudie auprès d'autres grands artistes de l'école de Kyoto, dont Maruyama Ōkyo, Okamoto Toyohiko et Goshin. Bien qu'il soit plus tard connu principalement pour son travail avec des laques, Zeshin excelle à la peinture à l'encre traditionnelle et produit de nombreuses œuvres de sujets traditionnels tels que les tigres et les cascades. Bien que les maîtres japonais (sensei) sont souvent très égoïstes et arrogants devant leurs élèves, l'un des professeurs de Zeshin est réputé avoir dit : « tout comme vous ne pouvez pas apprécier la taille du mont Fuji en se tenant debout sur lui, vous ne pouvez pas vraiment apprécier mon talent et ma réputation tandis que vous êtes à Kyoto; à votre retour à Edo vous vous rendrez compte de mon incroyable apport et de votre grande fortune d'avoir étudié avec moi ». Zeshin de son côté, aurait dit à ses propres étudiants qu'il ne voulait pas qu'ils soient connus comme « un élève de Zeshin, mais plutôt comme un grand artiste qui a étudié auprès d'un homme appelé Zeshin ».
Koma Kansai meurt en 1835 et Zeshin hérite de l'atelier de l'école Koma. Il prend pour élève un jeune homme du nom de Ikeda Taishin, qui restera son élève et son proche ami jusqu'à sa mort en 1903. Zeshin se marie en 1849 et nomme son premier fils Reisai, mais il perd à la fois sa mère et sa femme peu de temps après.
Dans les années 1830 et 1840, le Japon connaît une crise économique et l'emploi de l'argent et de l'or par les artistes est strictement limité par la loi. Ces deux minerais sont pourtant indispensables pour les styles traditionnels de décoration laquée. Zeshin compense cette restriction par l'utilisation de bronze pour simuler l'apparence et la texture du fer et avec divers autres substances et des styles décoratifs différents afin de préserver la qualité de ses réalisations tout en restant traditionnel. De beaucoup de ses œuvres on peut dire qu'elles relèvent du concept de wabi, c'est-à-dire de la beauté et de l'élégance dans les choses les plus simples, comme en témoigne la cérémonie du thé. Bien que très peu de ses pièces de la période d'Edo (pré-1868) survivent, il est évident dans plusieurs de ses œuvres ultérieures qu'il utilisa, par moments, un style très simple et presque incolore de décoration, tout en continuant à utiliser les motifs traditionnels des fleurs et des roseaux.
À partir de 1869, Zeshin est missionné pour travailler pour le gouvernement impérial et créé de nombreuses œuvres d'art dans le cadre de ces commandes, œuvres qui malheureusement n'existent plus. Il réalise notamment un ensemble de chaises laquées d'or pour le palais impérial, décorées de motifs sakura (fleur de cerisier). Il est ensuite désigné représentant officiel du Japon à plusieurs expositions internationales, dont l'exposition universelle de 1873 à Vienne, Philadelphie l'année suivante et Paris. Un an avant sa mort en 1891, Zeshin se voit décerner l'immense honneur de devenir membre du « Comité d'Art Impérial » nouvellement créé. Cet honneur n'a été accordé qu'à 53 artistes entre 1890 et 1944. 
Aujourd'hui, l'une des plus grandes collections d'œuvres de Zeshin est la  collection Khalili de Londres, comprenant plus de 100 œuvres de l'artiste.

## Style

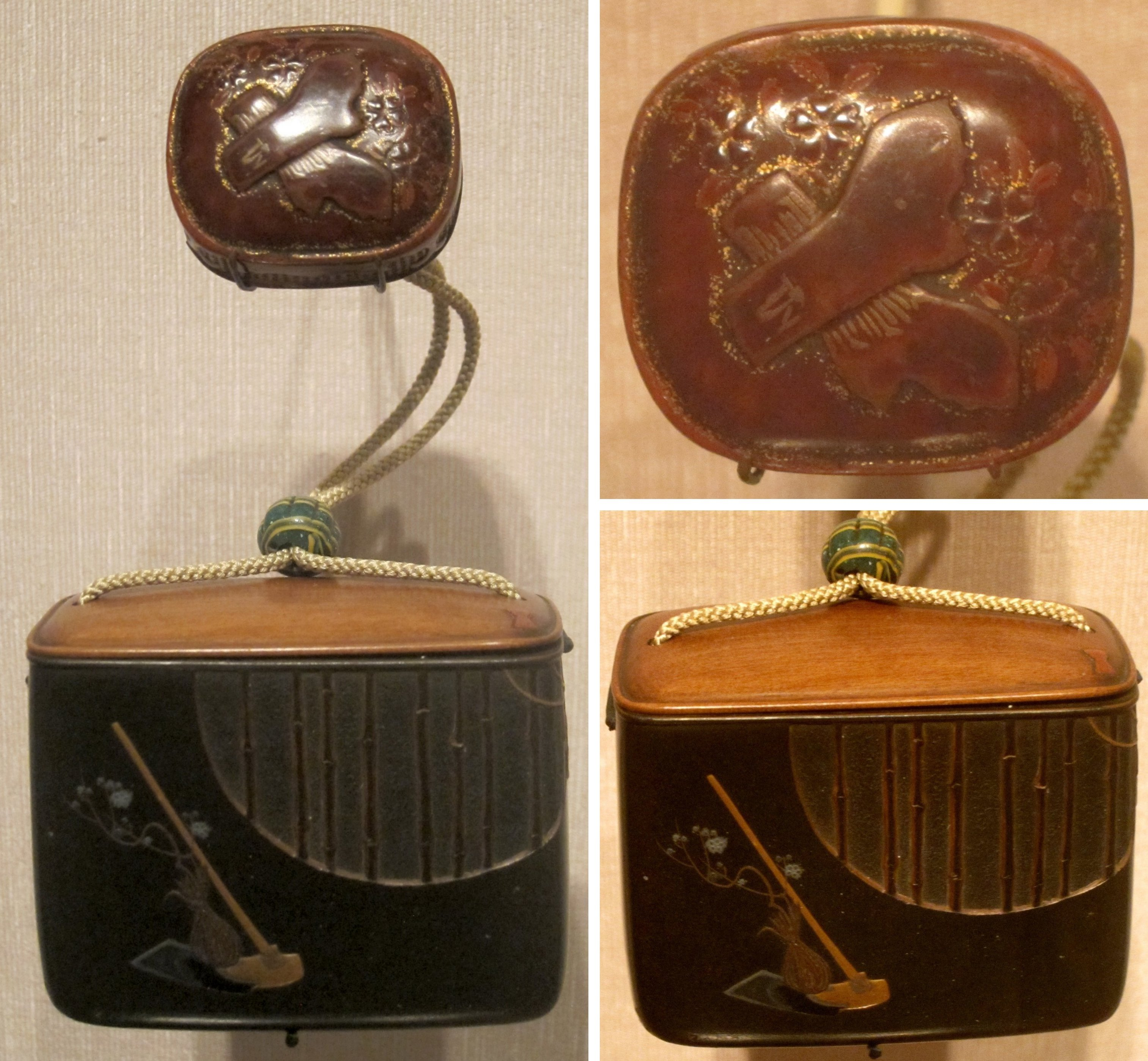
Pot à tabac avec fenêtre en forme de Lune et netsuke, en bois, laque, or, argent et soie, fin époque d'Edo, début ère Meiji.

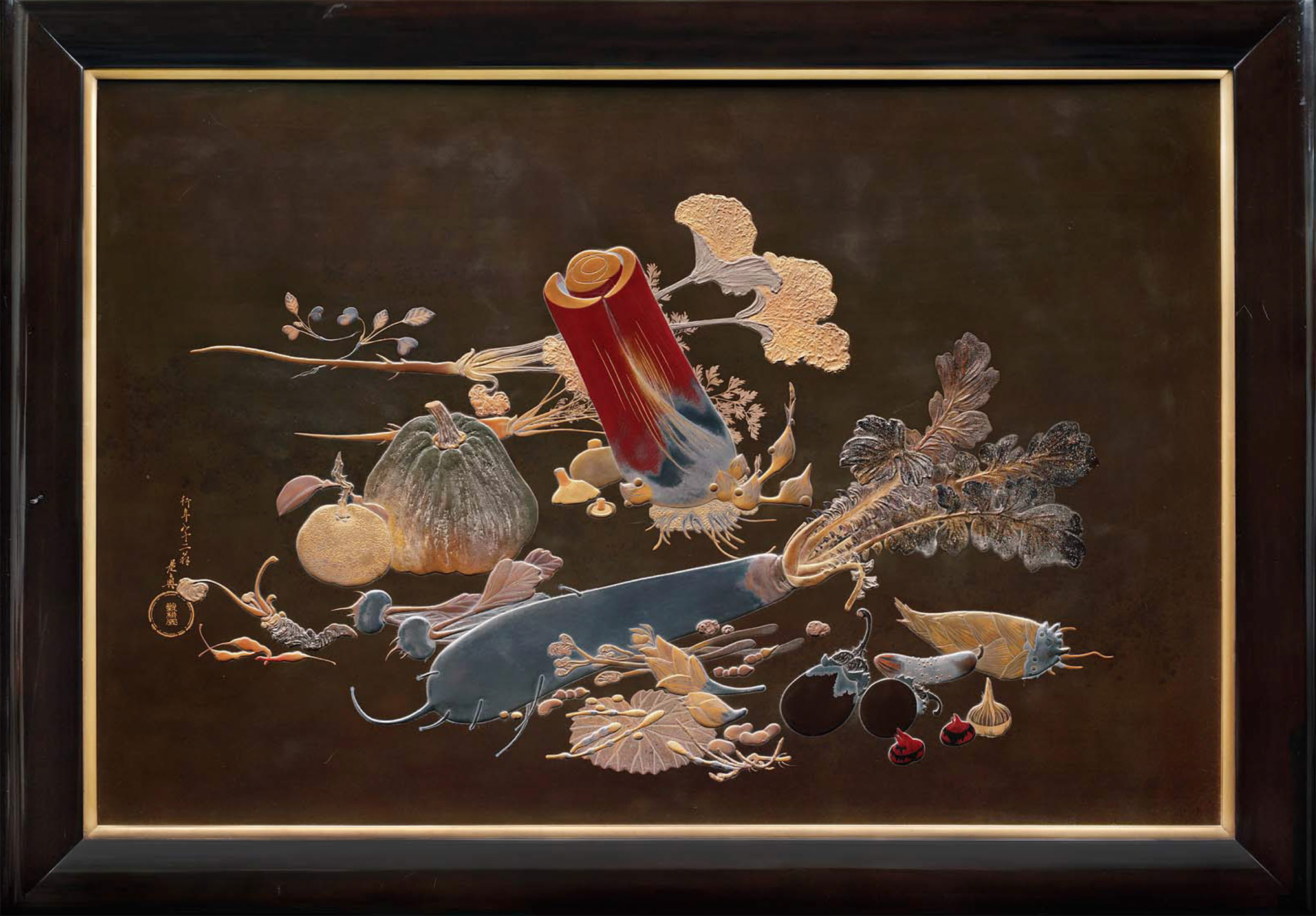
Plaque à décor de légumes. 1888. Bois laqué. Encadré: 75 x 106 x 4 cm. MFA Boston

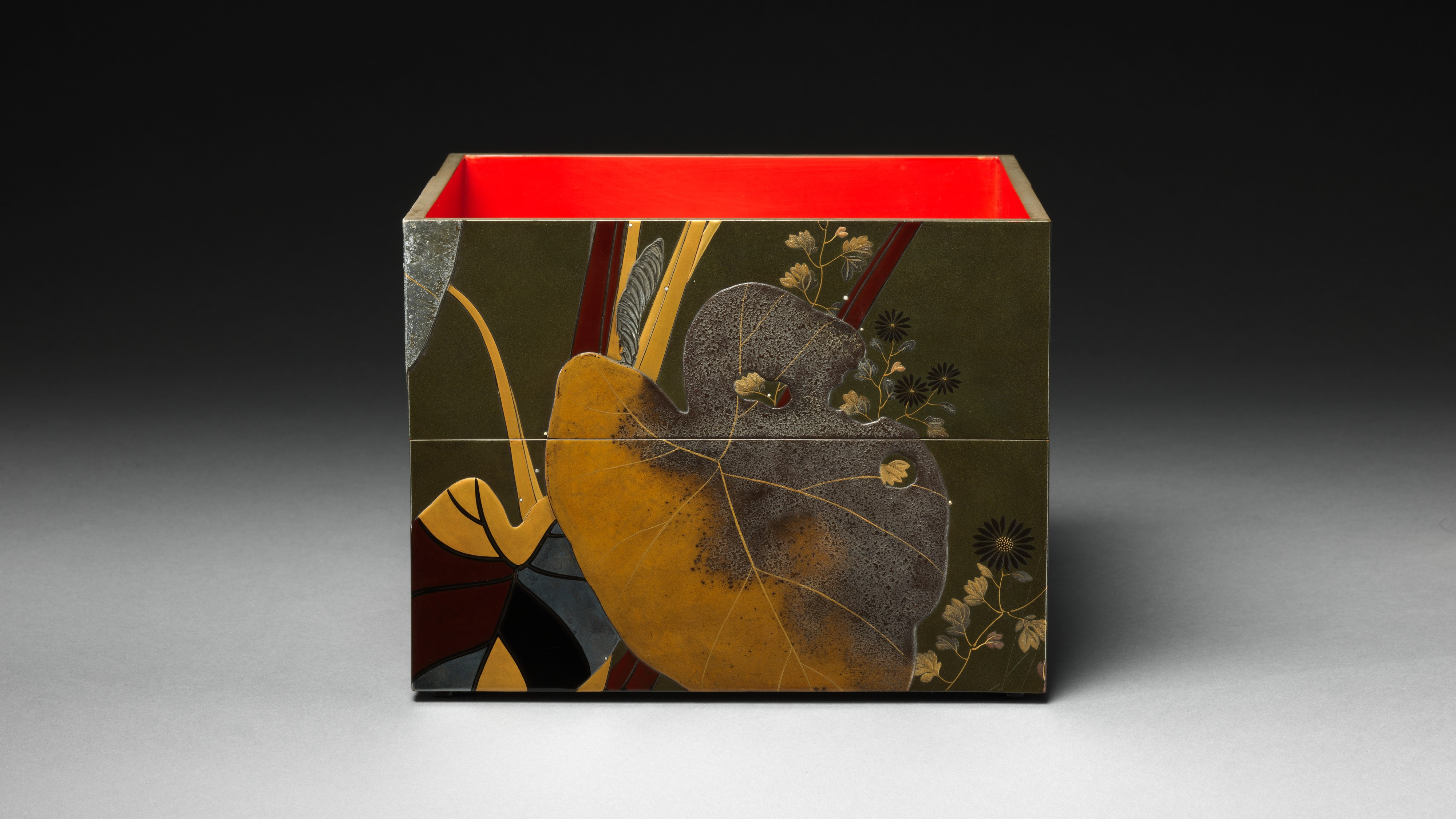
Shibata Zeshin, fin 19e s. Boîte à nourriture à décor de taro et de chrysanthèmes. Bois laqué, or et argent, hiramaki-e, takamaki-e, et togidashimaki-e coloré, 36.8 x 28.3 cm. Met

En plus d'inventer la forme  urushi-e, peinture avec de la laque, Zeshin expérimente également beaucoup avec les éléments techniques de l'utilisation de la laque. Il mélange ses laques avec une variété de substances afin d'obtenir des couleurs et des textures différentes, et de contrôler la consistance et la souplesse de la laque. Il mélange certaines substances avec la laque pour s'assurer que celle-ci ne se fissure pas lorsque ses peintures urushi-e en rouleaux sont enroulées. Il utilise le bronze dans sa laque pour simuler l'apparence et la texture du fer, et l'amidon pour épaissir son vernis afin d'imiter, au moins à certains égards, l'effet de la peinture à l'huile  occidentale.

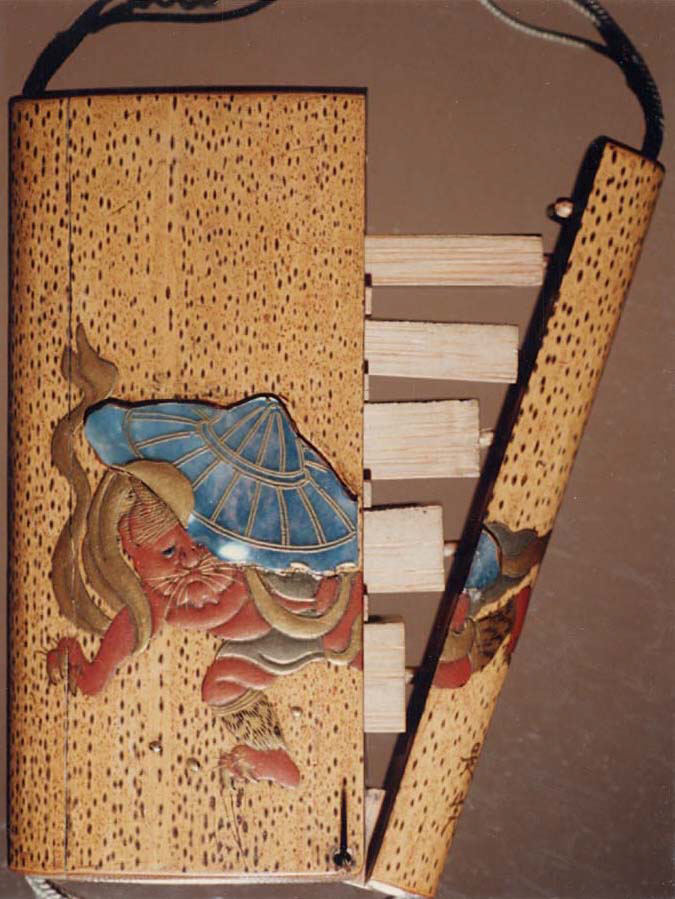
Inrō à plusieurs compartiments.

Zeshin reste, en fait, le seul artiste à avoir du succès dans la technique du urushi-e, car celle-ci nécessite un papier spécialement traité et une consistance très particulière de la laque pour qu'elle puisse être utilisée comme peinture. Zeshin redonne également vie à une technique complexe de laque appelée Seikai-ha pour produire des formes d'ondes; cette technique est si difficile qu'elle n'a pas été utilisée depuis plus d'un siècle.
Cependant, même s'il utilise de nombreux éléments révolutionnaires dans son travail, du point de vue à la fois technique mais aussi créatif, les œuvres de Zeshin restent toujours, dans l'ensemble, très traditionnelles. Dans le support tout nouveau qu'est la peinture laquée, il peint des sujets traditionnels comme des oiseaux et des fleurs, des insectes, des chutes d'eau et des dragons. Il copie à la laque une célèbre peinture d'un tigre par son professeur Maruyama Ōkyo. Un pique-nique en laque rouge, noire et or peint par Zeshin est un autre bon exemple de ce traditionalisme révolutionnaire. L'ensemble du pique-nique est réalisé dans un style très traditionnel, presque entièrement de laque rouge et noire avec des décorations en or de feuilles et de branches. Cependant, sur le plateau de service, une suite de papillons et de libellules est incrustée dans la surface du plateau et taillée dans un coquillage irisé..
La signature de Zeshin est toujours très modeste et à l'occasion, il joue avec la notion de signature. Il a peint un tsuba (protège main) décoratif sur lequel une fourmi, représentée en relief dans la laque, emporte le caractère « shin »(真) de la signature de Zeshin de l'autre côté de la pièce.
Il a été dit qu'une grande partie de l’œuvre de Zeshin représente fortement le concept esthétique du iki (粋), qui peut se traduire par « chic ». Le concept Edo du iki, appelé sui dans la région du Kansai, a été précisément décrit par Kuki Shūzō, mais les couleurs précises, les modèles et les autres éléments stylistiques qui constituent le iki sont presque impossibles à cerner. Cela dit, les œuvres de Zeshin sont souvent étiquetées comme iki et considérées comme représentant le juste équilibre de la tradition et de la nouveauté, belles mais pas criardes, simples mais pas ennuyeuses, intelligentes mais pas arrogantes. Son style a pu être comparé aux haiku, en ce que sa beauté et sa signification sont plus puissantes dans ce qui n'est pas montré que dans ce qui l'est.

## Source de la traduction
- (en) Cet article est partiellement ou en totalité issu de l’article de Wikipédia en anglais intitulé « Shibata Zeshin » (voir la liste des auteurs).